# Electrometalurgia

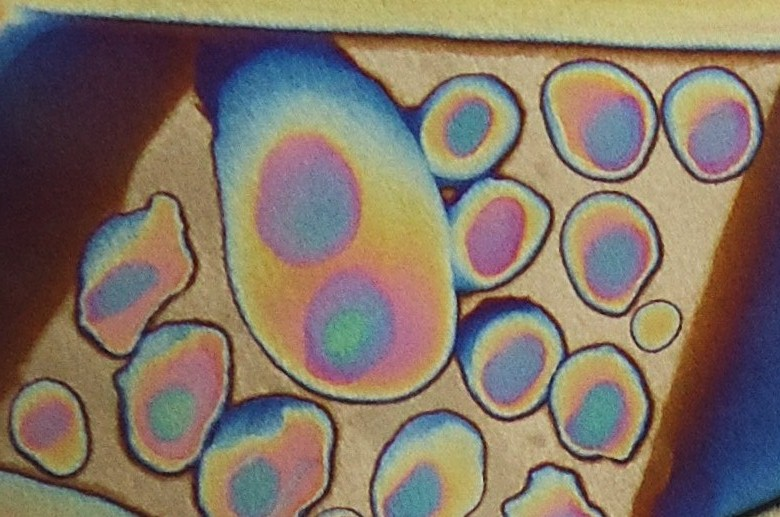
Imagen al microscopio de una pieza de titanio anodizado, uno de los procesos de electrometalurgia más comunes

La electrometalurgia es un conjunto de tecnologías, junto con la electricidad y otros factores, por lo cual se obtienen reacciones físicas y/o químicas la cual se emplea para obtener y/o refinar 
materiales; siendo así parte de la electroquímica.
La electrometalurgia se define como la rama de la metalurgia que usa la energía eléctrica para la producción y tratamiento de los metales. La energía eléctrica es convertida en calor con el fin de producir la temperatura necesaria para el proceso o servir para descomponer un compuesto por acción de electrolítica en el que el calor generado es relativamente pequeño o por electrólisis, en la que la cantidad de calor empleado es necesariamente grande.